# Maréchal de la cour

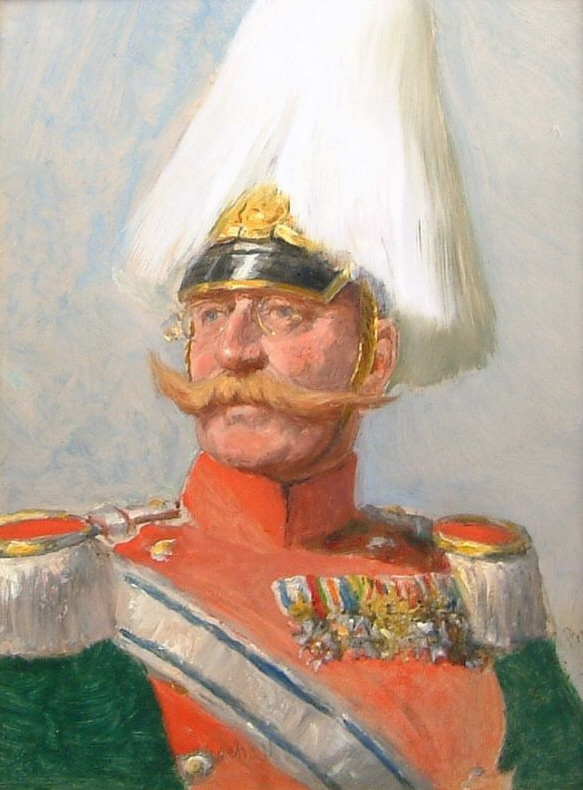
Karl Maria Anton Hartmann (1851-1927), maréchal de la cour de Louis-Ferdinand de Bavière, portrait de Louis Braun.

Le maréchal de la cour (Hofmarschall) était un office des cours d'Allemagne, d'Autriche et de Russie. Il était chargé des affaires économiques de la Cour. Il faisait partie des plus grandes familles de la noblesse, proche des souverains, ou était souvent un général de haut rang à la retraite .
Il devait organiser les réceptions de la cour, les visites à l'étranger du souverain, et surveiller la gestion quotidienne des palais et châteaux de la couronne, y compris l'entretien, le vivre et le couvert. Les cours plus importantes comprenaient un Oberhofmarschall secondé par un Hofmarschall et un Hausmarschall.
La Maison de Hohenzollern a entretenu un maréchal de la cour jusqu'en 1945. Ses services se trouvaient au Palais hollandais (Niederländisches Palais), Unter den Linden, à Berlin et administraient, entre autres, les biens personnels de la dynastie impériale.
Cette charge existe encore au Danemark (hofmarskal Kim Kristensen), en Suède (hovmarskalk Karolin Johansson) et au Grand-Duché de Luxembourg (maréchal de la cour). Au Luxembourg, depuis le 1er avril 2022, Paul Dühr, est le nouveau maréchal de la Cour.
En Belgique, la charge de grand maréchal de la cour a été supprimée en 2006.